# İnan
İnan ist ein türkischer Vorname und Familienname.

## Herkunft und Bedeutung
İnan ist ein türkischer weiblicher und (überwiegend) männlicher Vorname sowie ein Familienname mit der Bedeutung „der Glaube“, auch im Sinne von „Glauben“. Der Name kommt häufiger als Familienname vor und erscheint außerhalb des türkischen Sprachraums auch bei türkischstämmigen Personen vereinzelt in der nicht-türkischen Schreibweise Inan.

## Namensträger

### Familienname

#### Form İnan
- Afet İnan (1908–1985), türkische Historikerin und Soziologin
- Jale İnan (1914–2001), türkische Klassische Archäologin
- Kâmran İnan († 2015), türkischer Diplomat und Politiker
- Kerem İnan (* 1980), türkischer Fußballspieler
- Murat İnan (* 1955), türkischer Fußballspieler
- Nadire İnan (* 1984), deutschtürkische Fußballspielerin
- Nejat İnan (* 1955), türkischer Fußballspieler
- Selçuk İnan (* 1985), türkischer Fußballspieler
- Ümran İnan (* 1951), türkischer Klimaforscher

#### Form Inan
- Alev Inan (* 1974), Akademische Rätin für Allgemeine Pädagogik
- Cihan Inan (* 1969), türkisch-schweizerischer Drehbuchautor und Regisseur